# William Banting

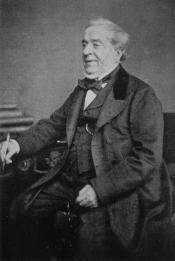
William Banting, nach seiner Gewichtsabnahme

William Banting (* 1797; † 16. März 1878 in London) war ein englischer Bestattungsunternehmer, der die erste kommerzielle Diät erfasst und publiziert hat, die ihm sein Arzt zur Gewichtsabnahme verordnet hatte. Er gilt als „der Vater der Low-Carb-Diät“.
Die Schrift mit dem Titel „Offener Brief über Korpulenz, an das Gesamte Publikum gerichtet“, die 1863 erschien, wurde in mehrere Sprachen übersetzt und löste Ende des 19. Jahrhunderts eine Diätwelle in Europa aus. Banting wurde im Englischen damals als Synonym für die Durchführung einer Diät verwendet; im Schwedischen wurde daraus der offizielle Begriff bantning. Er war ein entfernter Verwandter von Sir Frederick Grant Banting, dem Nobelpreisträger und Mitentdecker des Insulins.

## Leben
William Banting wurde in London im Jahre 1797 geboren und gehörte zur oberen Mittelschicht. Banting lernte Tischler und benutzte seine Kenntnisse zur Herstellung von Särgen. Er hatte ein Bestattungsunternehmen in der St. James Straße 27, das er von seinem Vater Thomas Banting geerbt hatte. Seine Familie hatte die königliche Erlaubnis bekommen, Mitglieder der königlichen Familie zu bestatten. Diese Erlaubnis wurde bis 1928 beibehalten.
1862 begann Banting, der zu dieser Zeit fast 92 Kilogramm wog, mit einer speziellen kohlenhydratarmen Diät, zusammengestellt vom Londoner Arzt William Harvey. Damit nahm er innerhalb eines Jahres angeblich 23 kg ab. Die Ernährung bestand vor allem aus Fleisch.
- Das Frühstück bestand aus vier bis fünf Unzen Rindfleisch, Hammel, Leber, geröstetem Fisch, Speck oder Aufschnitt außer Schweinefleisch, einer großen Tasse ungesüßtem Tee ohne Milch und einem kleinen Keks oder einer getrockneten Toastbrotscheibe.
- Mittags gab es fünf bis sechs Unzen Fisch außer Lachs, Fleisch außer Schweinefleisch, Gemüse außer Kartoffeln, eine Unze getrocknetes Toastbrot, die Früchte von einem Dessert, Geflügelfleisch oder Wildbret, dazu zwei oder drei Gläser Claret, Sherry oder Madeirawein – Champagner, Portwein oder Bier waren verbotene Lebensmittel.
- „Fünf-Uhr-Tee“ bestand aus zwei oder drei Unzen Früchten, ein oder zwei Zwiebacken und aus einer Tasse ungesüßtem Tee ohne Milch.
- Abends gab es dann drei bis vier Unzen Fleisch oder Fisch und dazu ein oder zwei Gläser Rotwein.
- Vor dem Schlafen, wenn es nötig war, trank er ein Tumbler Grog (Gin, Whisky oder Brandy, ohne Zucker) oder ein bis zwei Gläser Rotwein oder Sherry.[10][8][11]

Angeregt durch die Ergebnisse der Ernährungsumstellung schrieb Banting seine Erfahrungen mit der Diät in einem kleinen Buch nieder, das er unter dem Titel Offener Brief über Korpulenz, an das Gesamte Publikum gerichtet publizierte. Es wurde sofort ein Bestseller, war schnell ausverkauft, wurde nachgedruckt und kam auf über 63.000 verkaufte Exemplare. Innerhalb von zwei Jahren hatte es die sechste Auflage erreicht. Der Begriff „Bantingism“ und das Verb „to bant“ wurden in der englischen Sprache als Synonyme für die Wörter „Diät“ bzw. „Diät machen“ übernommen. Da Banting und Harvey nicht auf Publicity aus waren, weigerte sich Banting in den ersten vier Auflagen des Buchs seinen Arzt zu nennen.
Obwohl William Banting in den nachfolgenden Auflagen schrieb, dass er froh über die Gewichtsabnahme der Leser war, fühlte er sich unwohl mit dem kommerziellen Erfolg der Diät. Da er es als unethisch betrachtete, Geld mit dem Leid anderer zu verdienen, spendete er alle Profite für wohltätige Zwecke und stellte eine ausführliche Abrechnung in der letzten Auflage dar.
Ende des 19. Jahrhunderts war die Diät unter dem Namen „Banting-Kur“ auch in Deutschland populär. In Meyers Konversationslexikon wurde sie als „neue Methode zur Heilung der übertriebenen Wohlbeleibtheit und der Fettsucht“ bezeichnet.

## Rezeption und Kritik

### Zeitgenössische Rezeption
Obwohl das Publikum mit Begeisterung das Buch Bantings begrüßte, war die Diät in den medizinischen Kreisen sehr umstritten. Der Herausgeber von The Lancet lehnte die Banting Diät ab und sagte, dass sie nur bekannte Informationen in medizinischen Kreisen wiederhole. Die Hauptursache für ihren Ärger war, dass William Banting kein Arzt war, und er wurde in der medizinischen Fachzeitschrift The Lancet abgemahnt: „Jeder seiner Art soll sich nicht in die medizinische Literatur einmischen, sondern sich um seine eigenen Angelegenheiten kümmern.“
Einige Zeitungen meldeten sogar kurz, dass William Banting nach der Diät starb. Diesen Zeitungsberichten aber widersprach Banting, der bis zum Alter von 81 Jahren lebendig und gesund blieb. William Banting fotografierte sich in seinen alten, weiten Kleidungsstücken, um die Kritiker zu überzeugen, da es von ihm keine Fotografien mehr aus der Zeit vor der Diät gab, was es erschwerte diese von der Wirkung der Diät zu überzeugen. Die Presse der Ära zog William Banting auf, mit Karikaturen und satirischen Lieder wie Mr. Double Stout.
Ab 1864 wurde die Banting-Kur zuerst in Frankreich und Österreich-Ungarn, dann auch in deutschen Landen intensiv diskutiert. Anders als in England begrüßten die meisten Mediziner den Impuls Bantings. In der bürgerlichen Öffentlichkeit entwickelte sich insbesondere in den Großstädten 1865/66 eine „Manie“. Auf Grundlage des Bestsellers „Korpulenz“ des Hallenser Mediziners Julius Vogel etablierten sich Diäten als Mittel der Körpermodellierung. Ratgeberliteratur erschien, Ärzte und Sanatorien boten die Diät als Dienstleistung an, Banting-Produkte entstanden als Vorboten späterer Schlankheitspräparate. Auch in der Populärkultur fand die Banting-Kur großen Widerhall, insbesondere in Possen, in der Karikatur und in der Literatur. Die Diät wurde bis in die frühen 1880er Jahre weiter praktiziert, verlor dann jedoch ihre Bedeutung an die Diäten von Wilhelm Ebstein, Max Joseph Oertel und Ernst Schweninger.

### 20. Jahrhundert
- Einige Autoren glauben, dass die Stigmatisierung Übergewichtiger erst im 20. Jahrhundert begann und dass Bantings Buch zu dieser Entwicklung beigetragen hat.[19][2] Banting betrachtete Fett als etwas Körperfremdes und Parasitäres.[4]
- Nach Ansicht anderer, wie von Hamilton und Greenway, gelten die Arbeiten von William Banting als ein außergewöhnliches historisches Dokument.[20]